# Cheiragra sericeipennis
Cheiragra sericeipennis är en skalbaggsart som beskrevs av Lea 1919. Cheiragra sericeipennis ingår i släktet Cheiragra och familjen Melolonthidae. Inga underarter finns listade i Catalogue of Life.